# Aktor (Aurunker)
Aktor (altgriechisch Ἄκτωρ) ist eine Gestalt der römischen Mythologie.
Aktor war nach der Darstellung in Vergils Aeneis ein Aurunker. Seine Lanze wurde von Turnus erbeutet, der sie in der Folge prahlerisch schwang. Bei Juvenal steht daher der Ausdruck Actoris spolium (d. h. „Aktors Beute“) sprichwörtlich für eine schlechte Beute.